# Turniej Sylwestrowy 2022/2023
Turniej Sylwestrowy 2022/2023 – druga edycja sylwestrowo-noworocznego konkursu w skokach narciarskich kobiet. Zaliczany do Pucharu Świata kobiet w skokach narciarskich 2022/2023.

## Opis
W sezonie 2022/2023 konkursy w ramach drugiej edycji Turnieju Sylwestrowego odbywały się w dniach 28-29 grudnia 2022 w austriackim Villach, oraz 31 grudnia 2022 i 1 stycznia 2023 na skoczni Logarska dolina w miejscowości Ljubno ob Savinji w Słowenii. Analogicznie jak w Turnieju Czterech Skoczni mężczyzn, rywalizacja odbywała się systemem KO; 50 zawodniczek zostało podzielonych na 25 par. Do drugiej serii zmagań konkursowych przechodziło 25 zwyciężczyń par, plus pięć zawodniczek, tzw. szczęśliwych przegranych. Cały turniej wygrała Austriaczka, Eva Pinkelnig.

## Skocznie
| Nazwa skoczni | Nazwa skoczni        | Miejscowość | K   | HS   | Rekord skoczni | Rekord skoczni         | Rekord skoczni |
| ------------- | -------------------- | ----------- | --- | ---- | -------------- | ---------------------- | -------------- |
|               | Logarska dolina      | Ljubno      | K85 | HS94 | 96,5 m         | Daniela Iraschko-Stolz | 12.02.2017     |
|               | Villacher Alpenarena | Villach     | K90 | HS98 | 96,5 m         | Marita Kramer          | 29.12.2022     |

## Harmonogram zawodów
Na podstawie:
| Lp. | Miejscowość       | Data            | Konkurencja          | Zwyciężczyni       | Godzina (CET) |
| --- | ----------------- | --------------- | -------------------- | ------------------ | ------------- |
| 1   | Villach           | 27 grudnia 2022 | Kwalifikacje         | Eva Pinkelnig      | 14:15         |
| 1   | Villach           | 28 grudnia 2022 | Konkurs indywidualny | Eva Pinkelnig      | 14:15         |
| 2   | Villach           | 29 grudnia 2022 | Kwalifikacje         | Katharina Schmid   | 11:15         |
| 2   | Villach           | 29 grudnia 2022 | Konkurs indywidualny | Eva Pinkelnig      | 13:00         |
| 3   | Ljubno ob Savinji | 30 grudnia 2022 | Kwalifikacje         | Alexandria Loutitt | 16:30         |
| 3   | Ljubno ob Savinji | 31 grudnia 2022 | Konkurs indywidualny | Anna Odine Strøm   | 16:00         |
| 4   | Ljubno ob Savinji | 1 stycznia 2023 | Kwalifikacje         | Anna Odine Strøm   | 11:00         |
| 4   | Ljubno ob Savinji | 1 stycznia 2023 | Konkurs indywidualny | Eva Pinkelnig      | 16:30         |

## Wyniki
W poszczególnych konkursach uwzględniono pierwszą dziesiątkę zawodniczek.
28 grudnia 2022 (Villach):
| Poz. | Zawodniczka        | Skok 1 | Nota 1 | Skok 2 | Nota 2 | Nota łączna |
| ---- | ------------------ | ------ | ------ | ------ | ------ | ----------- |
| 1    | Eva Pinkelnig      | 91,5 m | 127,0  | 95,5 m | 130,9  | 257,9       |
| 2    | Anna Odine Strøm   | 93,5 m | 126,0  | 92,5 m | 122,4  | 248,4       |
| 3    | Nika Križnar       | 93,5 m | 122,0  | 93,5 m | 121,5  | 243,5       |
| 4    | Alexandria Loutitt | 91,5 m | 120,7  | 91 m   | 122,4  | 243,1       |
| 5    | Marita Kramer      | 92,5 m | 119,3  | 93,5 m | 123,6  | 242,9       |
| 6    | Abigail Strate     | 91,5 m | 121,6  | 93 m   | 118,8  | 240,4       |
| 7    | Selina Freitag     | 91 m   | 122,7  | 95 m   | 117,3  | 240,0       |
| 8    | Ema Klinec         | 95 m   | 124,9  | 90 m   | 114,8  | 239,7       |
| 9    | Katharina Schmid   | 86,5 m | 114,6  | 93 m   | 124,5  | 239,1       |
| 10   | Urša Bogataj       | 89 m   | 118,9  | 93,5 m | 119,2  | 238,1       |

29 grudnia 2022 (Villach):
| Poz. | Zawodniczka        | Skok 1 | Nota 1 | Skok 2 | Nota 2 | Nota łączna |
| ---- | ------------------ | ------ | ------ | ------ | ------ | ----------- |
| 1    | Eva Pinkelnig      | 94,5 m | 130,7  | 94,5 m | 129,5  | 260,2       |
| 2    | Katharina Schmid   | 92 m   | 126,9  | 92,5 m | 127,7  | 254,6       |
| 3    | Nika Križnar       | 93 m   | 126,1  | 91 m   | 125,0  | 251,1       |
| 4    | Selina Freitag     | 95 m   | 124,4  | 92,5 m | 125,7  | 250,1       |
| 5    | Anna Rupprecht     | 92,5 m | 126,9  | 88,5 m | 122,6  | 249,5       |
| 6    | Anna Odine Strøm   | 90,5 m | 120,0  | 92 m   | 125,5  | 245,5       |
| 7    | Ema Klinec         | 92 m   | 118,9  | 93,5 m | 124,7  | 243,6       |
| 8    | Chiara Kreuzer     | 89 m   | 115,5  | 91,5 m | 126,1  | 241,6       |
| 9    | Alexandria Loutitt | 90,5 m | 122,2  | 87,5 m | 119,2  | 241,4       |
| 9    | Marita Kramer      | 89 m   | 117,8  | 96,5 m | 123,6  | 241,4       |

31 grudnia 2022 (Ljubno):
| Poz. | Zawodniczka      | Skok 1 | Nota 1 | Skok 2 | Nota 2 | Nota łączna |
| ---- | ---------------- | ------ | ------ | ------ | ------ | ----------- |
| 1    | Anna Odine Strøm | 91,5 m | 125,8  | 90,5 m | 133,9  | 259,7       |
| 2    | Eva Pinkelnig    | 90,5 m | 122,0  | 93,5 m | 136,8  | 258,8       |
| 3    | Katharina Schmid | 90 m   | 119,7  | 85,5 m | 127,3  | 247,0       |
| 4    | Ema Klinec       | 87,5 m | 119,9  | 86 m   | 126,7  | 246,6       |
| 5    | Sara Takanashi   | 93,5 m | 113,6  | 91 m   | 129,4  | 243,0       |
| 6    | Nika Križnar     | 90,5 m | 115,7  | 89,5 m | 126,1  | 241,8       |
| 7    | Chiara Kreuzer   | 85,5 m | 118,1  | 86,5 m | 123,5  | 241,6       |
| 8    | Luisa Görlich    | 87 m   | 113,8  | 89 m   | 127,6  | 241,4       |
| 9    | Urša Bogataj     | 87,5 m | 113,7  | 86,5 m | 124,1  | 237,8       |
| 10   | Yūka Setō        | 90 m   | 113,7  | 86 m   | 123,7  | 237,4       |

1 stycznia 2023 (Ljubno):
| Poz. | Zawodniczka        | Skok 1 | Nota 1 | Skok 2 | Nota 2 | Nota łączna |
| ---- | ------------------ | ------ | ------ | ------ | ------ | ----------- |
| 1    | Eva Pinkelnig      | 93,5 m | 127,9  | 89,5 m | 125,5  | 253,4       |
| 2    | Anna Odine Strøm   | 91,5 m | 127,0  | 88 m   | 123,4  | 250,4       |
| 3    | Selina Freitag     | 88,5 m | 122,0  | 88,5 m | 124,0  | 246,0       |
| 4    | Alexandria Loutitt | 89 m   | 122,8  | 89 m   | 122,5  | 245,3       |
| 5    | Nika Križnar       | 92,5 m | 121,6  | 87,5 m | 122,3  | 243,9       |
| 6    | Lara Malsiner      | 87 m   | 123,3  | 84 m   | 118,7  | 242,0       |
| 7    | Anna Rupprecht     | 91,5 m | 120,0  | 89 m   | 120,8  | 240,8       |
| 8    | Abigail Strate     | 88 m   | 119,2  | 85 m   | 115,9  | 235,1       |
| 9    | Ema Klinec         | 90,5 m | 119,1  | 89 m   | 115,5  | 234,6       |
| 10   | Sara Takanashi     | 92 m   | 116,3  | 87,5 m | 117,2  | 233,5       |

## Podium klasyfikacji generalnej Turnieju Sylwestrowego 2022/2023
| 1. miejsce    | 2. miejsce       | 3. miejsce   |
| ------------- | ---------------- | ------------ |
| Eva Pinkelnig | Anna Odine Strøm | Nika Križnar |